# Premi Juan Lladó
El Premi Juan Lladó és el guardó més prestigiós que es concedeix a Espanya en el camp del Mecenatge Cultural i la Recerca, va ser instituït per la Fundació José Ortega y Gasset i l'Institut d'empresa l'octubre de 1985 per premiar la tasca dels empresaris en els camps esmentats. El guardó consisteix en una escultura de Pablo Serrano i el seu primer lliurament va ser en 1986. El president del jurat és el guanyador del darrer guardó.

## Premiats
- 1986 - Ramón Areces Rodríguez[1]
- 1987 - José Ángel Sánchez Asiaín[2]
- 1988 - Juan March Delgado[3]
- 1989 - Manuel Gómez de Pablos[4]
- 1990 - Carmela Arias y Díaz de Rábago[5]
- 1991 - Pere Duran i Farell[6]
- 1992 - Javier Benjumea Puigcerver[7]
- 1993 - Plácido Arango[8]
- 1994 - Jesús de Polanco[9]
- 1995 - Isidoro Álvarez Álvarez[10]
- 1996 - Carles Ferrer i Salat[11]
- 1997 - Emilio de Ybarra[12]
- 1998 - Josep Ferrer i Sala[13]
- 1999 - Juan Abelló Gallo[14]
- 2000 - Josep Vilarasau Salat[15]
- 2001 - Germán Sánchez Ruipérez[16]
- 2002 - Jordi Clos Llombart[17]
- 2003 - Enrique Valentín Iglesias García[18]
- 2005 - Rafael del Pino y Moreno[19]
- 2007 - Helena Revoredo Delvecchio[20]